# Dreisbachia dotae
Dreisbachia dotae är en stekelart som beskrevs av Gauld, Ugalde och Paul E. Hanson 1998. Dreisbachia dotae ingår i släktet Dreisbachia och familjen brokparasitsteklar. Inga underarter finns listade i Catalogue of Life.